# Ивана Шпановић
Ивана Шпановић (Зрењанин, 10. мај 1990) српска је атлетичарка. Такмичи се у скоку удаљ. Тренер јој је Горан Обрадовић Челе (Јани Хајду до 2010), а чланица је Атлетског клуба Војводина, за који се и такмичи.
На Светском првенству 2013. године у Москви освојила је бронзану медаљу што је била и прва медаља за Србију на светским првенствима у атлетици. Бронзану медаљу је освојила две године касније на Светском првенству у Пекингу. На Европском првенству у дворани 2015. у Прагу је освојила златну медаљу уз рекорд. Шпановић је на Светским првенствима у дворани 2018. и 2022. године освајала златне медаље, а 2016. године сребрну медаљу у Портланду.
У мају 2016. године је била на првом месту светске ранг листе у скоку у даљ. Победница је Дијамантске лиге за 2016, 2017, 2021, 2022 i 2023 годину. Највећe успехe у каријери је остварила на Олимпијским играма 2016. у Рио де Жанеиру када је узела бронзану медаљу, резултатом 7,08 m, што је био нови национални рекорд Србије на отвореном и на Светском првенству у Будимпешти 2023 године освојивши прву златну медаљу за Србију у њеној историји и то са новим националним рекордом и најбољим резултатом на свету у 2023. од 7,14 м.
Дана 5. марта 2017. године у Београду је освојила златну медаљу на Европском првенству у дворани и поставила нови национални рекорд 7,24 м што је и трећи резултат свих времена у дворани. Четри пута је изабрана за најбољу српску спортисткињу у избору Олимпијског комитета Србије, 2013, 2015, 2022 и 2023. године, а носилац је и Ордена Карађорђеве звезде и Орден Његоша.

## Каријера

### Први успеси и рекорди Србије
На светском првенству за јуниоре 2006. године била је седма. Прву медаљу на светском првенству осваја 2007. године у конкуренцији млађих јуниора. Са прескочених 6,41 м освојила је сребро. На светском првенству за јуниоре 2008. је победила са оствареним резултатом 6,61 м. Учествовала је и на Олимпијским играма 2008. у Пекингу, и такмичила се у дисциплини скок удаљ. После два преступа у трећем покушају је скочила 6,30 м. Тај резултат јој није био довољан за пласман у финале. У укупном пласману заузела је тридесето место.
Од 2006. до 2008. године је три пута побеђивала на јуниорским првенствима Србије, у дисциплини скок удаљ. У сениорској конкуренцији је у истој дисциплини постала првак 2008. године. Дневни лист Спорт ју је 2008. прогласио за српског младог спортисту године. Иванина мајка Весна такође је бивша атлетичарка. Иванин први тренер је био Јани Хајду, а сада је Горан Обрадовић-Челе. Она је чланица и наступа за Атлетски клуб Војводина из Новога Сада.
Учествовала је и на Универзијади 2009. у Београду. На њој је победила скоком од 6,64, што је био за 17 цм бољи резултат од другопласиране Рускиње Ирине Крјачикове. Шпановић је свој најбољи скок извела у петој серији. То је била прва златна медаља за Србију освојена на Универзијади у Београду.
На Европском првенству за јуниоре 2009. одржаном у Новом Саду поправила је свој лични рекорд на 6,71 м али јој ни то није било довољно за злато. Била је друга иза Рускиње Дарије Клишине која је поставила нови рекорд првенства од 6,80 м.
Учествовала је на Европском првенству у Хелсинкију 2012. године у скоку у даљ. Није се пласирала у финале, а у квалификацијама је скочила 6,33 метара и заузела 15. место.
Поред националних рекорда у скоку удаљ на отвореном и у дворани, Шпановић држи рекорд у петобоју и трци на 60 метара у дворани. На светском првенству у атлетици одржаном у Москви, августа 2013. године Шпановић је освојила бронзану медаљу са својим новим личним рекордом 6,82 метара. Крајем године је проглашена за спортисткињу године од стране Олимпијског комитета Србије и Удружења спортских новинара Србије, као и за најбољу атлетичарку Балкана.
На Првенству Балкана у атлетици које се одржавало у Истанбулу у Турској, Шпановић је 22. фебруара 2014. године оборила државни рекорд у скоку удаљ резултатом 6,92 м. Том приликом је освојила златну медаљу.

### Олимпијска медаља, европска и светска првакиња
Ивана Шпановић, једина представница Србије, на Светском првенству у дворани 2016. освојила је сребрну медаљу резултатом 7,07 метара, што је нови национални рекорд Србије. Пошто је тај резултат бољи и од рекорда на отвореном, то је и апсолутни рекорд Србије у скоку удаљ за жене. Ово је највећи успех српских атлетичара на светским првенствима од када се такмиче под именом Србије. Постигнути резултат 7,07 метара је девети на светској ранг листи свих времена у женској конкуренцији у дворани, а шести на европској ранг листи.
После 60 година освојена је атлетска медаља за Србију на Олимпијским играма. Шпановић је освојила бронзану медаљу 2016. у Рију, поставивши нови национални рекорд, скоком од чак 7,08 метара. Шпановић је освојила своју осму медаљу у низу, који траје још од Москве 2013.
Сезону 2016. Шпановић је завршила титулом у Дијамантској лиги са укупно пет тријумфа на митинзима у Шангају, Ослу, Стокхолму, Лозани и Паризу.
Дана 5. марта 2017. године освојила је златну медаљу на Европском првенству у дворани у Београду. Поставила је нови национални рекорд 7,24 метара као и најбољи светски резултат сезоне у дворани и трећи резултат свих времена, иза чувене Хајке Дрекслер и Галине Чистјакове. Освојила је митинг Дијаманстске лиге Атлетисима 2017. у Лозани 6. јула 2017. године, најдуже је скочила у четвртој серији, 6,79 метара, те оставила иза себе Американке Шакелу Сондерс, Тијану Бартолету и Рускињу Дарију Клишину.
На Светском првенству 2017. у Лондону изборила је финале скоком у првој серији, на крају је заузела четврто место и после девет узастопних такмичења остала без медаље. На финалу Дијамантске лиге у Бриселу, Шпановић је заузела прво место скоком у последњој серији, освојивши други пут то такмичење у каријери.
Шпановић је освојила златну медаљу на Светском дворанском првенству 2018. у Бирмингему, до злата је дошла скоком 6,96 m у четвртој серији. Трећу узастопну златну медаљу је освојила на Европском дворанском првенству 2019. године у Глазгову.
На Олимпијским играма у Токију 2020, Шпановић је заузела прво место у квалификацијама скока у даљ са прескочених 7,00 метара. Ипак, у финалу је скочила 6,91 метара, што је било довољно за четврто место.
На Светском дворанском првенству у Београду 2022. године, одбранила је златну медаљу и постала првакиња света скоком од 7,06 m.
На Европском првенству у Минхену 2022. године, освојила је златну медаљу са скоком од 7,06 m у првој серији. Била је то друга златна медаља за Ивану на Европским првенствима на отвореном.
У Истанбулу 2023. године на дворанском првенству Европе освојила је бронзану медаљу са прескочених 6,91 m. Исте године у Будимпешти стиже до своје прве златне медаље на Светским првенствима на отвореном са новим рекордом Србије од 7,14 m.

## Опрема и спонзорства
Шпановић је у октобру 2016. године представила нову спортску опрему компаније  у оквиру кампање „Nike Tech Fleece”. Прва је домаћа спортисткиња која је постала лице глобалне Најки кампање, и на тај начин се уврстила у екипу најбољих светских спортиста који су уз њихов бренд попут Рафаела Надала, Кристијана Роналда и Кобија Брајанта.
Шпановић је заштитно лице FOX бренда компаније Вимпорт и снимила је рекламни спот.

## Приватни живот
Завршила је Средњу пољопривредну школу у Зрењанину. Иванини родитељи су Љубиша и Весна Шпановић, који су се такође бавили спортом. Има три године старијег брата Немању.
Ивана Шпановић се удала за тренера Марка Вулету 26. септембра 2021. и променила презиме. У децембру 2023. године објавила је да се разводи.

## Лични рекорди

### На отвореном
| Дисциплина | Резултат | Датум            | Место                     |
| ---------- | -------- | ---------------- | ------------------------- |
| Скок удаљ  | 7,14 м   | 20. август 2023. | Будимпешта, Мађарска      |
| Троскок    | 14,24 м  | 18. јун 2022.    | Крајова, Румунија         |
| 100 м      | 11,90 с  | 18. мај 2013.    | Сремска Митровица, Србија |

### У дворани
| Дисциплина | Резултат     | Датум            | Место            |
| ---------- | ------------ | ---------------- | ---------------- |
| Скок удаљ  | 7,24 м       | 5. март 2017.    | Београд, Србија  |
| 60 м       | 7,31 с       | 31. јануар 2015. | Нови Сад, Србија |
| Петобој    | 4.240 бодова | 19. јануар 2013. | Нови Сад, Србија |

## Значајнији резултати
| Година                                  | Такмичење                           | Локација             | Место              | Резултат           |
| Србија и Црна Гора                      | Србија и Црна Гора                  | Србија и Црна Гора   | Србија и Црна Гора | Србија и Црна Гора |
| --------------------------------------- | ----------------------------------- | -------------------- | ------------------ | ------------------ |
| 2005.                                   | Светско првенство за млађе јуниоре  | Маракеш, Мароко      | 8.                 | 5,97 м             |
| Србија                                  |                                     |                      |                    |                    |
| 2006.                                   | Светско првенство за јуниоре        | Пекинг, Кина         | 7.                 | 6,23 м             |
| 2007.                                   |                                     |                      |                    |                    |
| Европско првенство у атлетици у дворани | Бирмингем, УК                       | 18.                  | 6,18 м             |                    |
| Светско првенство за млађе јуниоре      | Острава, Чешка                      | 2.                   | 6,41 м             |                    |
| Европско првенство за јуниоре           | Хенгело, Холандија                  | 2 (кв)               | 6,24 м             |                    |
| Европски олимпијски фестивал младих     | Београд, Србија                     | 2.                   | 6,20 м             |                    |
| 2008.                                   |                                     |                      |                    |                    |
| Светско првенство за јуниоре            | Бидгошч, Пољска                     | 1.                   | 6,61 м             |                    |
| Олимпијске игре                         | Пекинг, Кина                        | 30.                  | 6,30 м             |                    |
| 2009.                                   |                                     |                      |                    |                    |
| Универзијада                            | Београд, Србија                     | 1.                   | 6,64 м             |                    |
| Европско првенство за јуниоре           | Нови Сад, Србија                    | 2.                   | 6,71 м             |                    |
| 2010.                                   | Европско првенство                  | Барселона, Шпанија   | 8.                 | 6,60 м             |
| 2011.                                   | Европско првенство за млађе сениоре | Острава, Чешка       | 2.                 | 6,74 м             |
| 2011.                                   | Светско првенство                   | Тегу, Јужна Кореја   | НС                 | НС                 |
| 2012.                                   | Европско првенство                  | Хелсинки, Финска     | 15.                | 6,33 м             |
| 2012.                                   | Олимпијске игре                     | Лондон, УК           | 11.                | 6,35               |
| 2013.                                   | Европско првенство у дворани        | Гетеборг, Шведска    | 5.                 | 6,68 м             |
| 2013.                                   | Светско првенство                   | Москва, Русија       | 3.                 | 6,82 м             |
| 2014.                                   | Светско првенство у дворани         | Сопот, Пољска        | 3.                 | 6,77 м             |
| 2014.                                   | Европско првенство                  | Цирих, Швајцарска    | 2.                 | 6,81 м             |
| 2015.                                   | Европско првенство у дворани        | Праг, Чешка          | 1.                 | 6,98 м             |
| 2015.                                   | Светско првенство                   | Пекинг, Кина         | 3.                 | 7,01 м             |
| 2016.                                   | Светско првенство у дворани         | Портланд, САД        | 2.                 | 7,07 м             |
| 2016.                                   | Европско првенство                  | Амстердам, Холандија | 1.                 | 6,94 м             |
| 2016.                                   | Олимпијске игре                     | Рио, Бразил          | 3.                 | 7,08 м             |
| 2017.                                   | Европско првенство у дворани        | Београд, Србија      | 1.                 | 7,24 м             |
| 2017.                                   | Светско првенство                   | Лондон, УК           | 4.                 | 6,96 м             |
| 2018.                                   | Светско првенство у дворани         | Бирмингем, УК        | 1.                 | 6,96 м             |
| 2018.                                   | Медитеранске игре                   | Тарагона, Шпанија    | 1.                 | 7,04 м             |
| 2019.                                   | Европско првенство у дворани        | Глазгов, Шкотска     | 1.                 | 6,99 м             |
| 2021.                                   | Олимпијске игре                     | Токио, Јапан         | 4.                 | 6,91 м             |
| 2022.                                   | Светско првенство у дворани         | Београд, Србија      | 1.                 | 7,06 м             |
| 2022.                                   | Светско првенство                   | Јуџин, САД           | 7.                 | 6,84 м             |
| 2022.                                   | Европско првенство                  | Минхен, Немачка      | 1.                 | 7,06 м             |
| 2023.                                   | Европско првенство у дворани        | Истанбул, Турска     | 3.                 | 6,91 м             |
| 2023.                                   | Светско првенство                   | Будимпешта, Мађарска | 1.                 | 7,14 м             |
| Европа                                  |                                     |                      |                    |                    |
| 2014.                                   | Континентални куп                   | Маракеш, Мароко      | 2.                 | 6,56 м             |

## Победе на митинзима

### Дијамантска лига
| 2013 - Стокхолм 2014 - Јуџин - Цирих 2015 - Монако - Цирих 2016 Победница Дијамантске лиге - Шангај - Осло - Стокхолм - Лозана - Париз | 2017 Победница Дијамантске лиге - Лозана - Брисел 2021 Победница Дијамантске лиге - Фиренца - Стокхолм - Лозана - Цирих 2022 Победница Дијамантске лиге - Цирих 2023 Победница Дијамантске лиге - Шиамен - Јуџин |

### 
| 2015 - Берлин | 2016 - Загреб |

### Међународни дворански митинзи
2014
- Стокхолм

## Светска ранг листа скакачица удаљ свих времена у дворани
Стање 21. маја 2018.
| Пласман | Резултат | Име               | Држава          | Место            | Датум             | ССВ |
| ------- | -------- | ----------------- | --------------- | ---------------- | ----------------- | --- |
| 1       | 7,37     | Хајке Дрекслер    | Источна Немачка | Беч, Аустрија    | 13. фебруар 1988. | 1.  |
| 2.      | 7,30     | Галина Чистјакова | СССР            | Липецк, СССР     | 28. јануар 1989.  | 4.  |
| 3.      | 7,24     | Ивана Шпановић    | Србија          | Београд, Србија  | 5. март 2017.     | 9.  |
| 4.      | 7,23     | Бритни Рис        | САД             | Истанбул, Турска | 11. март 2012.    | 11. |
| 5.      | 7,20     | Лариса Бережна    | СССР            | Гомељ, СССР      | 5. фебруар 1989.  | 13. |
| 6.      | 7,17     | Јелена Хлоптонова | СССР            | Кишињев, СССР    | 16. фебруар 1985. | 17. |
| 7.      | 7,13     | Џеки Џојнер-Керси | САД             | Атланта, САД     | 5. март 1994.     | 22. |
| 8.      | 7,09     | Хелга Ратке       | Источна Немачка | Берлин           | 24. фебруар 1985. | 28. |
| 9.      | 7,09     | Инеса Кравец      | ЗНД             | Москва, ЗНД      | 1. фебруар 1992.  | 30. |
| 10.     | 7,05     | Јоланда Чен       | СССР            | Гомељ, СССР      | 4. фебруар 1989.  | 45, |

* Скакачице чија су имена подебљана још су активне

## Одликовања и награде
- Најбоља млада спортисткиња Србије (2008)
- Најбоља спортисткиња Војводине (2008, 2013, 2014)
- Најбоља атлетичарка Балкана (2013, 2015)
- Најбоља спортисткиња по избору УСНС (2013–2016)
- 2016: Награда Браћа Карић
- Најбоља спортисткиња по избору ОКС (2013, 2015, 2022)
- Спортиста године по избору РТВ (2013)
- Мајска награда (2014)
- Републички орден Карађорђеве звезде трећег реда — За нарочите заслуге у представљању Србије и њених грађана и постигнуте резултате у области спорта.[26]
- Орден Његоша првог реда — За рад и достигнућа у области спорта и заслуге на пољу јавне дјелатности и активности којом се доприноси општем напретку и афирмацији Републике Српске.[27]